# 小島烏水
小島 烏水（こじま うすい、1873年12月29日-1948年12月13日）は、日本の登山家、随筆家、文芸批評家、浮世絵や西洋版画の収集家・研究家。本名は小島 久太。

## 来歴・人物
1873年（明治6年）香川県高松生まれ。横浜商業学校卒業。横浜正金銀行に入行。銀行は定年まで勤め、シアトル支店長などを歴任。
横浜商業学校時代に友人と雑誌『学燈』を編集するなど、早くから文筆に興味を持つ。銀行に入ってから、1896年に出した『一葉女史』により評論家として世に注目される。
また、登山家としても知られ、1897年立川から甲府の昇仙峡まで徒歩で青梅街道を歩く、1899年休暇に浅間山 - 木曽へ山旅するなど、旅を趣味とした。『日本風景論』（志賀重昂、1894年）の影響もあるといわれ、中部地方の山々（日本アルプス）へ入るようになる。木暮理太郎、田山花袋、バジル・ホール・チェンバレン（王堂チェンバレン）、ウォルター・ウェストンと交遊がある。1905年、日本山岳会初代会長となる。横浜正金銀行から派遣されてシアトルの他サンフランシスコやロサンジェルスにも滞在しており、その際にはシエラ・ネバダ山脈やカスケード山脈にも足跡を残している。
浮世絵や西洋版画の収集家・研究家としても知られ、収集した浮世絵や西洋版画のうち900点余りが、横浜美術館に所蔵されており、展覧会などで紹介されている。

## 著書
- 『船頭小景』･･･新声社（明治32年5月）
- 『木欄舟』･･･新声社（明治33年7月）
- 『銀河』･･･内外出版協会（明治33年8月）
- 『日本山水論』･･･隆文館（明治38年7月）
- 『山水無盡藏』･･･隆文館（明治39年7月）
- 『雲表』･･･左久良書房（明治40年7月）
- 『富士山大観』･･･如山堂（明治40年8月）
- 『山水美論』･･･如山堂（明治41年9月）
- 『日本アルプス 第一巻』･･･前川文栄閣（明治43年7月）- 復刻・大修館書店（全4巻、1975年）
- 『日本アルプス  第二巻』･･･前川文栄閣（明治44年7月）
- 『日本アルプス  第三巻』･･･前川文栄閣（明治45年7月）
- 『浮世絵と風景画』･･･前川文栄閣（大正3年8月）
- 『日本アルプス  第四巻』･･･前川文栄閣（大正4年7月）
- 『日本アルプス 第一巻 縮刷版』･･･前川文栄閣（大正13年8月）
- 『名家の旅』･･･大阪朝日新聞社（昭和2年10月）
- 『泰西創作版画展覧会目録』･･･東京朝日新聞社（昭和3年4月）
- 『山岳趣味』･･･毎日新聞社（昭和3年8月）
- 『江戸末期の浮世絵』･･･梓書房（昭和6年11月）
- 『氷河と萬年雪の山』･･･梓書房（昭和7年6月）- 復刻・大修館書店（1975年）
- 『書斎の岳人』･･･書物展望社（昭和9年8月）
- 『アルピニストの手記』･･･書物展望社（昭和9年8月）
- 『偃松の匂ひ』･･･書物展望社（昭和12年9月）
- 『山谷放浪記』･･･青木書店（昭和18年5月15日）
- 『山岳文学』･･･太陽出版社（昭和19年8月）
- 『山の風流使者』･･･岡書院（昭和24年6月）- 遺著
- 『小島烏水全集』、大修館書店（全14巻 別巻1、1979-1987年）- 近藤信行解説
- 『日本アルプス　山岳紀行文集』、岩波文庫（1992年）- 近藤信行編
- 『アルピニストの手記』、平凡社ライブラリー（1996年）- 解説水野勉

## 伝記・研究
- 近藤信行 『小島烏水　山の風流使者伝』（創文社、1978年／平凡社ライブラリー（改訂版・上下）、2012-2014年）
※第5回大佛次郎賞受賞。著者は山梨県立文学館元館長（2012年3月まで）
- 『全集別巻　小島烏水研究』大修館書店、1987年。近藤信行編
- 沼田英子解説『小島烏水 西洋版画コレクション』（横浜美術館叢書：有隣堂、2003年）
- 横浜美術館編『小島烏水版画コレクション　山と文学、そして美術』（大修館書店、2007年）

## 演じた俳優
- 仲村トオル：映画『劒岳 点の記』 2009年 ‐ 陸軍参謀本部陸地測量部測量隊の好敵手として描かれている。